# Heinz Eggert

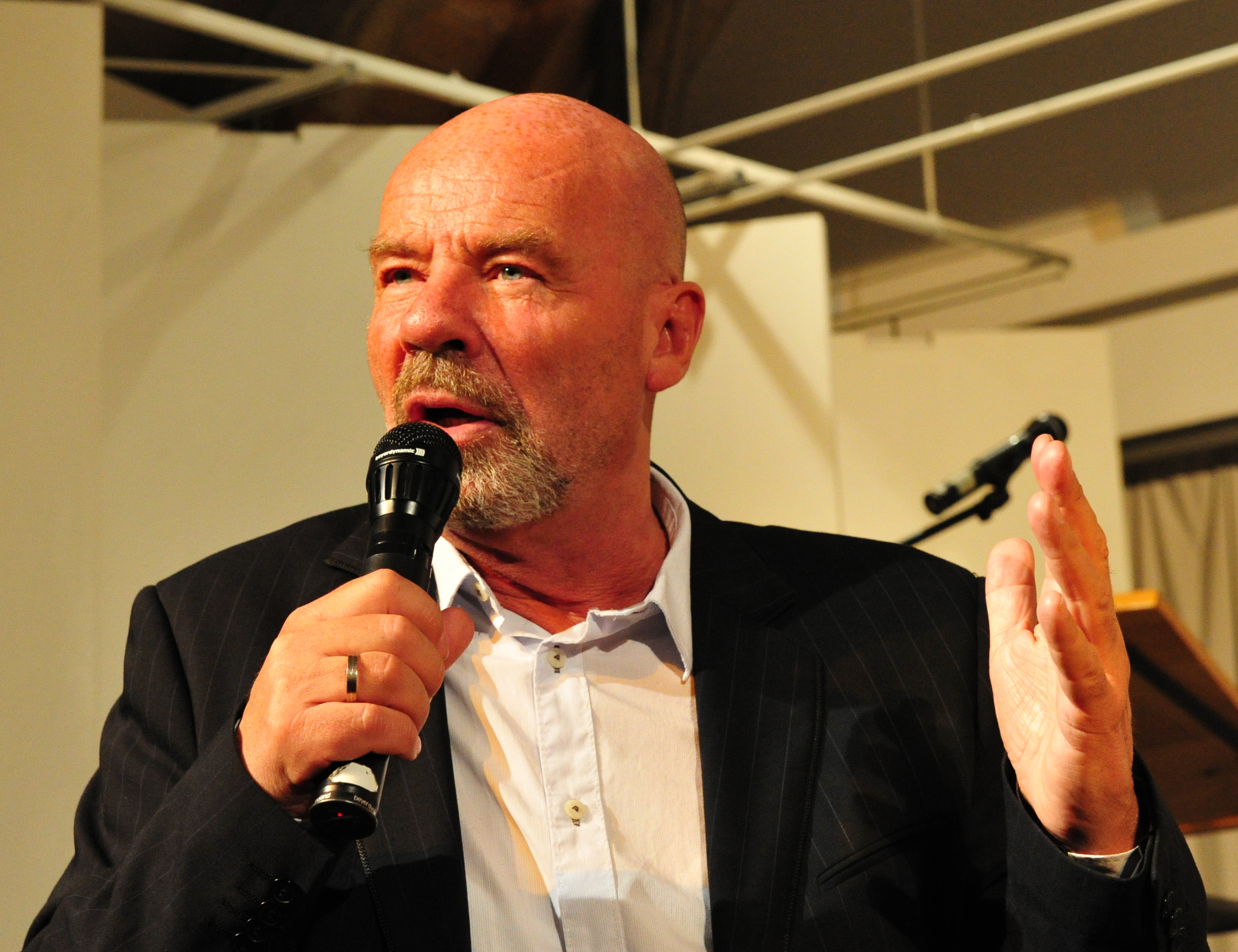
Heinz Eggert, 2010

Heinz Eggert (* 6. Mai 1946 in Rostock) ist ein deutscher Theologe und Politiker (CDU). Er war von 1991 bis 1995 Sächsischer Staatsminister des Innern und von 1994 bis 2009 Mitglied des Sächsischen Landtags.  

## Leben
Nach einer Lehre bei der Deutschen Reichsbahn arbeitete er ab 1964 als Stellwerkmeister und Fahrdienstleiter bei der Hafenbahn Rostock. Da er nach seinem Protest 1968 gegen den Einmarsch der Warschauer Vertragstruppen in Prag aus politischen Gründen nicht mehr auf dem Grenzbahnhof Warnemünde arbeiten durfte, studierte er von 1969 bis 1974 evangelisch-lutherische Theologie an der Universität Rostock und wurde danach bis 1990 Gemeindepfarrer in Oybin und Studentenpfarrer in Zittau.
Seine Pfarrwohnung war ein Anlaufpunkt für viele in der DDR, die mit dem politischen System Probleme hatten. Während dieser Zeit waren bis zu 67 Mitarbeiter der Staatssicherheit zur Bespitzelung auf ihn angesetzt.
Nach eigener Aussage hatte er sich, nach einer schweren Ruhrerkrankung, freiwillig als Patient der Psychiatrie in Großschweidnitz angemeldet. Aus der Stasi-Akte Eggerts wurde später ersichtlich, dass zwei der Ärzte dort Inoffizielle Mitarbeiter (IM) der Stasi waren. Ermittlungen der Staatsanwaltschaft Dresden wurden mangels Beweisen eingestellt.
In der Phase der friedlichen Revolution in der DDR engagierte er sich als Mitglied des Neuen Forums und war am Runden Tisch beteiligt.
Heinz Eggert ist verheiratet und hat vier Kinder.

## Politik
Im Mai 1990 wurde Eggert parteiloser Landrat im Kreis Zittau. Bundesweit wurde er durch die fristlose Entlassung aller kommunistischen Führungskräfte im Landratsamt bekannt.
Im Oktober 1990 trat er in die CDU ein, war von 1991 bis 1995 sowie von 1997 bis 2001 stellvertretender Landesvorsitzender der CDU Sachsen und von 1992 bis 1995 stellvertretender Bundesvorsitzender der CDU („Der Schimanski von Dresden“).
Am 30. September 1991 wurde er als Sächsischer Staatsminister des Innern berufen. In seiner Amtszeit ging er hart gegen extremistische Tendenzen in Sachsen vor. Im Juli 1991 gründete er die „SOKO REX“, die rechtsextremistischen Gewalttaten und Übergriffen entgegentreten sollte.
1994 zog er mit einem Direktmandat und 65,2 % Prozent der Stimmen als Abgeordneter in den Sächsischen Landtag ein. Im Oktober 1995 wurde Eggert erneut in den CDU-Landesvorstand gewählt und war von 1997 bis 2001 wiederum stellvertretender Landesvorsitzender der sächsischen CDU. Bei den Wahlen 1999 wurde er mit 65,0 % der Stimmen seines Wahlkreises Löbau-Zittau 2 als Abgeordneter bestätigt.
Von April 2005 bis Juli 2008 leitete Eggert die vom Sächsischen Landtag eingesetzte Enquete-Kommission zum Thema „Demografische Entwicklung und ihre Auswirkungen auf die Lebensbereiche der Menschen im Freistaat Sachsen sowie ihre Folgen für die politischen Handlungsfelder“, die am 30. September 2008 ihren 400 Seiten starken Bericht vorlegte.
Zur Landtagswahl am 30. August 2009 trat Heinz Eggert nicht mehr an. Für seinen Wahlkreis wurde der Oderwitzer Stephan Meyer (CDU) in den Sächsischen Landtag gewählt.
Für sein Engagement wurde Eggert 2021 mit dem Scheidegger Friedenspreis ausgezeichnet. Der frühere baden-württembergische Ministerpräsident Günther Oettinger bescheinigte ihm in einer per Video übermittelten Laudatio „unbeugsamen Willen und freiheitlichen Drang“.

## Vorwürfe und Beurlaubung
Am 19. Juni 1995 ließ er sich auf eigenen Wunsch beurlauben, nachdem männliche Mitarbeiter Vorwürfe wegen sexueller Belästigung erhoben hatten. Eggert wies alle Vorwürfe zurück, beantragte eine Untersuchung und erstattete später selbst Anzeige, die aber von der Staatsanwaltschaft nicht weiter verfolgt wurde, da kein begründeter Anfangsverdacht vorlag. Er konnte jedoch nicht verhindern, dass dieser Vorfall großes Medienecho fand und Gerüchte über eine angebliche Bisexualität verbreitet wurden. Schließlich trat Eggert am 10. Juli 1995 als Innenminister zurück, legte seine Parteiämter nieder, behielt aber sein Mandat im Landtag. Ministerpräsident Kurt Biedenkopf, der die Vorwürfe durch einen unabhängigen Richter hatte untersuchen lassen, bedauerte Eggerts Rücktritt und erklärte, Eggert sei bedauerlicherweise einer infamen Intrige zum Opfer gefallen.
Eggert selbst hält die Vorwürfe für eine ursprünglich persönliche Aktion, die politisch genutzt wurde.
Im Dezember 1995 gewann Eggert vor dem Dresdner Landgericht einen Prozess gegen seinen ehemaligen Pressesprecher Schönherr und darf weiter behaupten: „Mein ehemaliger Pressesprecher Detlef Schönherr ist arrogant, war faul und hat mich stets angelogen.“

## Weitere Tätigkeiten
Von April 1996 bis 1998 arbeitete Eggert in der Treuhandliegenschaftsgesellschaft, um die Rückführung des beantragten Eigentums an die Kommunen zu beschleunigen. Er moderierte von 1996 bis September 2002 zunächst mit Erich Böhme und später mit Andrea Fischer den Grünen Salon auf n-tv. Seit April 2010 ist Heinz Eggert als Nachfolger von Jürgen Doetz Präsident der Fernsehakademie Mitteldeutschland in Leipzig.
Seit 2009 arbeitet Eggert im Ehrenamt als Sterbebegleiter im Hospiz in Herrnhut.
Eggert war zudem als Kolumnist für den Kostblog tätig.

## Ehrungen
- 1992 – Bundesverdienstkreuz[2] 1. Klasse
- 2016 – Sächsischer Verdienstorden[23]
- 2021 - Scheidegger Friedenspreis[24]

## Trivia
In der Fernsehserie Sam  – Ein Sachse über den ehemaligen afrodeutschen Polizeibeamten Samuel Meffire wird Eggert von Martin Brambach verkörpert. Die Serie dramatisiert u. a. die Geschehnisse um die Arbeit der „SOKO REX“ sowie Eggert und Meffires gemeinsame öffentliche Auftritte und private Freundschaft ab 1992.